# Formații de muzică pop 1
Formații de muzică pop 1 reprezintă primul disc din seria de compilații Formații rock editate de casa de discuri Electrecord din România.

## Lista pistelor
În paranteze sunt indicate numele compozitorului fiecărei piese și acela al textierului.
1. Phoenix – Omule, cine ești tu? (Edmond Deda / Sașa Georgescu)
2. Mondial – Patida-dam-dam (Iuliu Merca / Iuliu Merca)
3. Magic – Pași pierduți (Ovidiu Șurtea / Ovidiu Șurtea)
4. Progresiv TM – Crede-mă (Zoltan Kovacs / Aurelia Olărescu)
5. Stereo – Copii ai vieții (Adrian Ordean / Adrian Ordean)
6. Progresiv TM – Acest pămînt (Ladislau Herdina / Ștefan Kovacs)
7. Experimental Q – Flori (Valentin Farcaș / Valentin Farcaș)
8. Roșu și Negru – Imnul copiilor (Nancy Brandes / Eugen Rotaru)
9. Savoy – Pe o rază de lumină (Marian Nistor / Marian Nistor)
10. Cristal – Clipa de aur (Puiu Crețu / Puiu Crețu)

## Prezentarea discului
Piesa care deschide albumul, „Omule, cine ești tu?” a formației Phoenix, face parte din coloana sonoră a filmului Agentul straniu (1974), în regia lui Savel Stiopul. Ideea pasajului muzical susținut de sintetizatorul Moog al claviaturistului Günther Reininger avea să fie reluată la elaborarea piesei „Zoomahia” de pe albumul Cantofabule (lansat tot în 1975).
„Patida-dam-dam” reprezintă un moment pop, o compoziție târzie semnată Mondial. Succesul de proporții câștigat de formație până în 1972 nu se va repeta; nici această piesă, dar nici altele care i-au urmat nu reușesc să se impună. Piesa reprezintă ultima apariție discografică cu Mondial, un început al sfârșitului (care se va produce în 1979). Reprezintă unica înregistrare „oficială” a grupului cu Iuliu Merca, Filip Merca, Nicu Enache și Puiu Hațeganu.
Piesa „Crede-mă” este una dintre cele mai cunoscute compoziții ale grupului timișorean Progresiv TM. Compoziția îmbină un tipar de strofă în manieră swing rock (amintind de Deep Purple) cu un număr de modulații neașteptate în cadrul refrenului (în maniera The Kinks). Cântecul a beneficiat și de un videoclip, filmat în același decor cu cel utilizat la filmarea piesei Sfinx „Coborîse primăvara”, în cadrul emisiunii „Gala lunilor” (realizator Alexandru Bocăneț).

## Componența formațiilor
| Phoenix (Timișoara): - Mircea Baniciu – voce - Nicolae Covaci – chitară - Iosif Kappl – chitară bas - Günther Reininger – claviaturi - Costin Petrescu – baterie - Valeriu Sepi – percuție Mondial (București): - Iuliu Merca – chitară, voce - Filip Merca – chitară bas - Nicolae Enache – orgă electrică - Puiu Hațeganu – baterie Magic (Mediaș): - Paul Wolff – lider, chitară, voce - Ovidiu Șurtea – percuție, voce - Ioan Ciocârlan – orgă - Paul Moldovan – chitară bas, voce Progresiv TM (Timișoara): - Harry Coradini – voce - Ladislau Herdina – chitară - Zoltán Kovács – chitară bas - Hely Moszbrucker – baterie - Mihai Farcaș – pian - Gheorghe Torz – flaut Stereo (Sibiu): - Adrian Ordean – chitară - Adrian Orlea – voce - Kurt Vass – chitară bas - Ioan Opriță – baterie | Experimental Q (Cluj-Napoca): - Eugen Tunaru – claviaturi - Valentin Farcaș – chitară, voce - Nicolae Bucaciuc – chitară bas - Nicolae Delioran – baterie - Gheorghe Marcovici – flaut Roșu și Negru (București): - Nancy Brandes – orgă electrică, voce - Sorin Tudoran – chitară - Liviu Tudan – chitară bas, voce - Ovidiu Lipan – baterie Savoy (București): - Marian Nistor – lider, chitară electrică, nai, voce - Păunița Ionescu – voce - Ionel Orban – orgă electrică - Ionel Samoilă – chitară bas - George Mitrea – tamburină, voce - Nicolae Rotărescu – baterie Cristal (Galați): - Puiu Crețu – orgă electronică - Dan Toma – chitară - Nicolae Hoștiuc – chitară bas - Aurel și Marian Schwartz – percuție - Vasile Șeicaru, Monica Lazăr, Gabriela Gheorghiu – voce |